# Marcão
Marcos Alberto Skavinski dit Marcão est un footballeur brésilien né le 28 mars 1975. Il évoluait au poste de défenseur.